# Immortal Technique
Immortal Technique, "Tech", som också kallar sig "The Encyclopedia Hispanica", egentligen Felipe Andres Coronel, är en amerikansk hiphopartist och politisk aktivist med en blandning av europeiskt, afrikanskt och latinamerikanskt ursprung. Han föddes i Peru, men växte upp och bor i Harlem, och i många av hans låtar hänvisar han till den ojämna kamp mot institutionaliserad rasism / religionism som dagligen bedrivs i hela världen. Han uttrycker också stöd för BLM-upphovsmannen Mumia Abu-Jamal som blev känd i USA för att ha fått en dödsdom efter ett mycket tvivelaktigt rättsfall.
Techs politiskt laddade raptexter protesterar mot korruptionen i den syd- och nordamerikanska statsapparaten, massmedia, religion och rättsväsendet. Trots att han erbjudits skivkontrakt av ett stort bolag band han sig inte till det, på grund av de konflikter som skapats angående det djärva politiska innehållet och misogynin i texterna, samt att Tech vill ha kontroll över sin egen produktion. Han äger skivbolaget Viper Records som han släpper sina egna och andras verk genom. Som en profetia över slutet på Maya-kalendern 2012, verkar det inte som om Tech någonsin kommer släppa ett till album, de närmaste åren eller till och med årtiondena. Han har talat om plattan "The Middle Passage" (vad den europeisk-afrikanska transatlantiska slavhandeln kallas, med andra ord) i intervjuer, tech tuesdays, och föreläsningar sedan 2005. Senast sa Tech att "Den kommer släppas innan jag dör". På den Wayback Machine-släppta skivan The Martyr samplar han rikligt från stora skivbolag-hits, till och med Abba i "Rich Mans World (1%)". Videon till denna väldigt kontroversiella singel finns bara att hitta på några få ställen på nätet, Youtube tog bort den.

## The Cause of Death
"The Cause of Death" är ett spår från Techs album Revolutionary Vol. 2. Texten är kontroversiell och handlar om att regeringen i USA visste om 11 september-attackerna och själv beställde dem. I låten nämns även många andra felsteg av kända amerikanska politiker, och även rörelsen Illuminati.

## Diskografi
Studioalbum
- 2001 – Revolutionary Vol. 1
- 2003 – Revolutionary Vol. 2
- 2008 – The 3rd World (med DJ Green Lantern)

Samlingsalbum
- 2011 – The Martyr

Singlar (urval)
- 2001 – "Dance With the Devil"
- 2003 – "The Cause of Death"
- 2003 – "Industrial Revolution"
- 2004 – "The Point of No Return"
- 2004 – "Bin Laden"
- 2005 – "Caught in a Hustle"